# OnePlus 2
De OnePlus 2 is een smartphone ontworpen en op de markt gebracht door OnePlus. De smartphone is populair vanwege de hoge prijs/kwaliteitverhouding.
Op 17 juli 2015 werd hij door OnePlus voorgesteld. Op 11 augustus 2015 werd het eerste exemplaar verkocht.

## Functies
De OnePlus 2 wordt in twee varianten verkocht, de 16gb versie en de 64gb versie. De telefoon wordt geleverd met Android 5.1 lollipop.

## Uitnodigingen
De OnePlus 2 wordt alleen via de webshop van OnePlus verkocht. Om de telefoon te mogen kopen is een uitnodiging nodig. Deze uitnodigingen worden verzonden naar bestaande gebruikers van de telefoon en gebruikers van de OnePlus One, maar ook naar bezoekers van het forum.

## Specificaties
| Scherm                | Beelddiagonaal van 5,5" (14 cm), resolutie van 1920 bij 1080 pixels. Het scherm gebruikt een multitouch-touchscreentechnologie. Met 403 ppi.                                     |
| Grootte               | 151,8 x 74,9 x 9,85 mm |
| Gewicht               | 175 gram |
| Besturingssysteem     | Android 5.1 lollipop, OxygenOS 3.0.2 |
| Verbindingen          | Met de computer via een USB-C USB-kabel, Dual-band Wi-Fi: 2.4GHz 802.11b/g/n en 5GHz 802.11a/n/ac, Bluetooth 4.1                                                                 |
| Netwerken             | (GSM/GPRS/EDGE): 850, 900, 1,800 and 1,900 MHz; 3G (HSDPA 42 Mbit/s, HSUPA 5.8 Mbit/s): 850, 900, 1,700, 1,900 and 2,100 MHz; LTE: 700, 1,700, 1,800, 2,100, 2,300 and 2,600 MHz |
| Capaciteit            | 16 of 64 GB interne, niet uitbreidbare opslag. |
| Batterij              | 3300 mAh Li-Po |
| Camera                | Sony Exmor IMX214, Achterkant: 13,0 megapixel, foto en film (2160p) (30 fps). Voorkant: 5.0 MP foto's, 1080p video's                                                             |
| Kleur                 | Sandstone black, Black Apricot, Bamboo, Rosewood en Kevlar® |
| Levering              | Levering via invite-systeem. |
| Huidige ondersteuning | Android 5.1.1 Lollipop, OxygenOS 2.2.1 |